# Włodzimierz Perka
Włodzimierz Perka (ur. 24 czerwca 1954) – polski lekkoatleta, skoczek wzwyż, mistrz i reprezentant Polski.

## Kariera sportowa
Był zawodnikiem Pilicy Tomaszów Mazowiecki AZS Warszawa i Gwardii Warszawa.
Na mistrzostwach Polski seniorów na otwartym stadionie zdobył cztery medale w skoku wzwyż: złoty w 1973, srebrne w 1978 i 1979 i brązowy w 1976. W halowych mistrzostwach Polski seniorów wywalczył w skoku wzwyż dwa złote medale: w 1974 i 1975.
Reprezentował Polskę na mistrzostwach Europy juniorów w 1973, zajmując w skoku wzwyż 6. miejsce, z wynikiem 2,07W latach 1973–1979 wystąpił w trzech meczach międzypaństwowych (bez zwycięstw indywidualnych).
Rekord życiowy w skoku wzwyż: 2,21 (10.02.1980 – w hali), na stadionie: 2,18 (18.06.1979).

## Życie prywatne
Jego żoną w latach 1978–1982 była lekkoatletka, Danuta Perka, następnie ożenił się z florecistką Delfiną Skąpską, z którą ma syna, koszykarza Aleksandra Perkę.